# Distancier
Les distanciers sont des éléments mécaniques constituant l'armature dans les constructions en béton armé. Leur rôle est de maintenir une certaine distance entre deux plaques de treillis soudé. On l'appelle aussi écarteur.
Cet écartement est nécessaire sur les dalles de béton armé d'une épaisseur supérieur à 10cm. En effet, les fers à béton doivent être noyés dans le béton et situés à plus de 5cm de l'extérieur afin de ne pas rouiller. L'armature est dessinée sur un plan de ferraillage. La hauteur du distancier est choisie selon son usage, les tailles standards s'échelonnent de 50mm à 200mm,.
À l'usage, les distanciers sont simplement posés entre deux plaques de treillis tout en garantissant un écartement identique sur toute la surface, ce qui explique leur forme sinusoïdale ou trapézoïde. Ils doivent être autoportés et ne pas nécessiter de fixation ou d'installation longue.

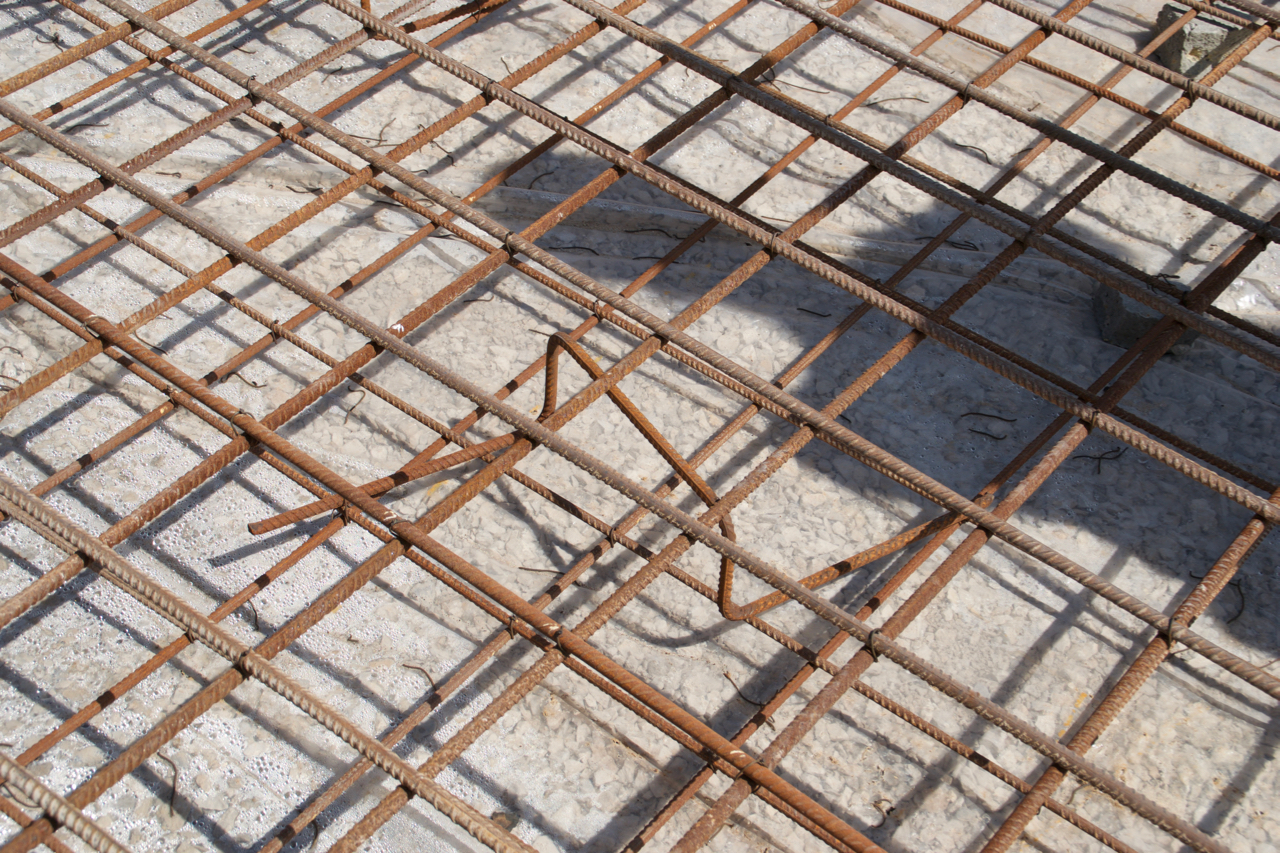
Ecarteur simple barre

La forme des distanciers peut varier selon l'usage. Les formats les plus courant sont des écarteurs en forme de zig-zag, ou de cage ou trapézoïdal, ou encore de simples barres tordues.

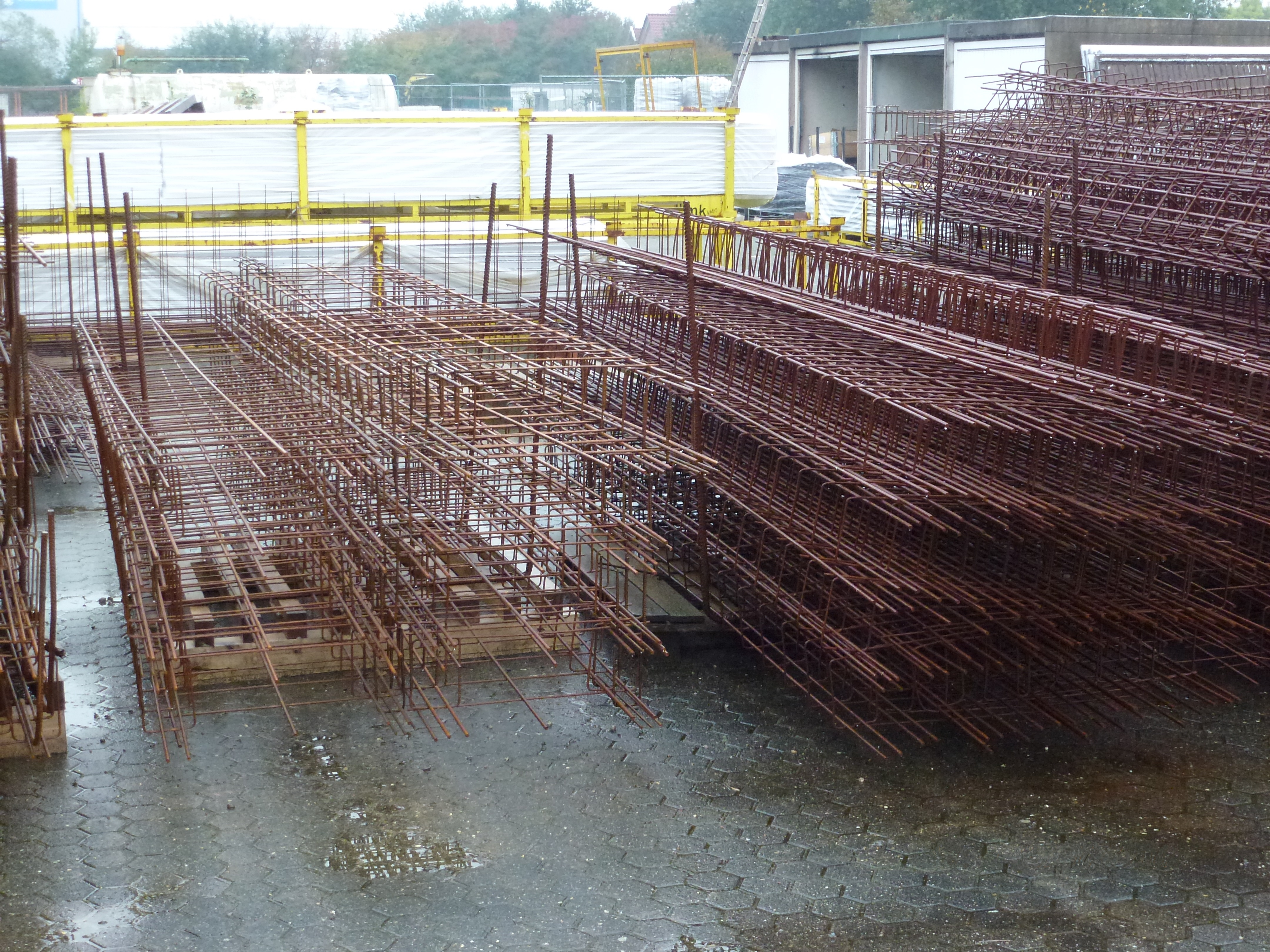
Stock de distanciers en forme de cage
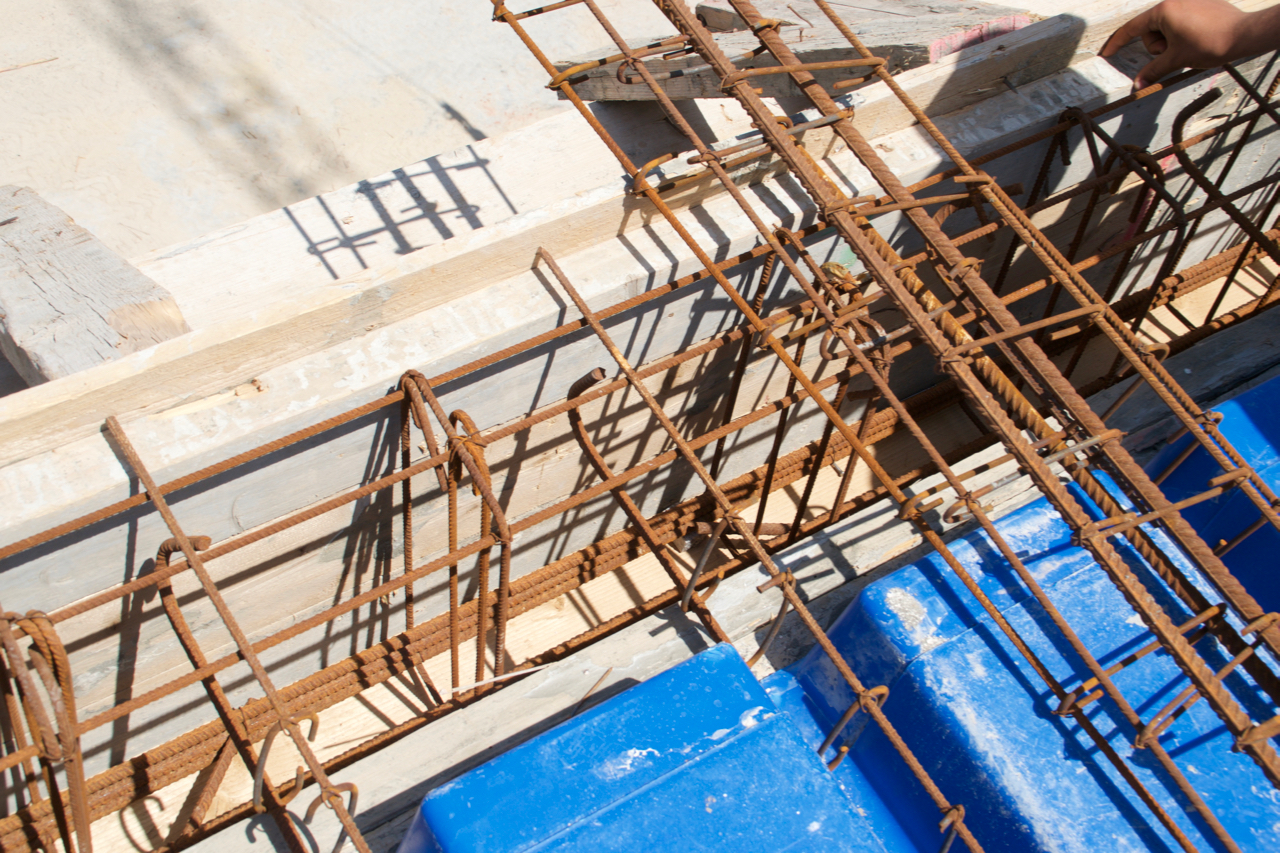
Utilisation de distanciers sur un chantier à Monastir